# Abel Xavier
Abel Luís da Silva Costa Xavier, mais conhecido como Abel Xavier ou Abel Faisal Xavier (Nampula, 30 de novembro de 1972), é um ex-futebolista português que atuava na posição de defesa. Em 25 de janeiro de 2016, foi anunciado como novo treinador da seleção de futebol de Moçambique.
Jogou no Benfica e em vários clubes internacionais como o Liverpool e o Galatasaray. Em 2005 foi apanhado nas malhas do doping, mas após o termo da sanção voltou ao futebol, atuando no Middlesbrough. A última equipa onde atuou foi a estadunidense Los Angeles Galaxy.

## Carreira

### Jogador
Abel Xavier estreou-se na primeira divisão do Campeonato português de futebol ao serviço do Estrela da Amadora, transferindo-se depois para um dos grandes de Lisboa, o Benfica. Após a conquista do campeonato em 1994, Abel Xavier alinhou mais uma temporada pelo Benfica, saindo para o AS Bari, um clube da Serie A italiana.
Após a saída do Benfica, Abel Xavier circulou por diversos clubes e campeonatos europeus: em 1996 alinhou pelo Real Oviedo, sendo contratado pelo PSV Eindhoven duas épocas depois, e posteriormente para o Everton do Reino Unido, onde permaneceu por três anos. O Liverpool, o rival de Merseyside do Everton, tornou-se o novo clube de Abel Xavier, onde permaneceu por dois anos, voltando a transferir-se anualmente entre clubes: Galatasaray (2002-2003), Hannover 96 (2003-2004) e finalmente AS Roma (2004-2005).
No início da época de 2005/2006 Abel Xavier estava sem clube, assinando em Agosto pelo Middlesbrough. Após o empate contra o Skoda Xanthi, a contar para a Taça UEFA, Abel Xavier acusou positivo no controlo antidoping, sendo a 23 de Novembro de 2005 considerado culpado do uso do esteróide anabolizante Metandrostenolona (também conhecido como dianabol), algo que sempre negou. Condenado a um afastamento de 18 meses dos relvados, a pena foi depois reduzida a 12 meses, juntando-se à preparação da época do Middlesbrough no Verão de 2006.
Em 14 de maio de 2007, foi anunciada oficialmente pela equipe estadunidense Los Angeles Galaxy a contratação de Abel Xavier que jogaria nessa equipe juntamente com David Beckham. Fez sua estreia em 17 de junho na vitória do Galaxy sobre o Real Salt Lake por 3x2 e com atuação elogiada.
Em 29 de agosto, o LA Galaxy decidiu a primeira Superliga Norte-Americana (mais conhecida por Superliga), campeonato disputado entre equipes do México e da MLS, a liga estadunidense, pelo título de campeão da América do Norte, contra a equipe mexicana Pachuca. Após um empate em 1x1 no tempo normal, os mexicanos venceram a decisão por penaltis em 4x3, sendo que Xavier perdeu o último penalti pelo Galaxy.
Em Julho de 2008, após várias discussões com o treinador, decidiu sair da equipe. Em 2009, encerrou a carreira de jogador.

### Seleção de Portugal
Pela Seleção Portuguesa de Futebol conta 20 jogos e 2 gols. Sendo a sua participação na seleção recordada por ter sido uma das figuras mais conhecidas do Euro 2000, devido não só ao seu futebol e estilo irreverente, mas também devido à atribulada meia-final contra a França, em que a bola colidiu com a sua mão, quando este estava em desequilíbrio, durante um remate de Sylvain Wiltord colocado junto a trave do gol português, no final do período do gol de ouro. Zinedine Zidane converteu o penalti e afastou Portugal da final.
Depois de uma confusão gerada pelos jogadores portugueses junto ao fiscal de linha, Abel Xavier acabou por ser banido da competição por nove meses, posteriormente reduzidos para seis. Abel Xavier foi também convocado para o Mundial de 2002, mas apenas jogou um jogo, contra a Coreia do Sul, entrando após começar no banco.

### Treinador
Em 2013 começou a sua carreira de treinador e, em 7 de julho desse mesmo ano, foi anunciado como o novo treinador do Olhanense.
A administração do Olhanense SAD em outubro de 2013, rescindiu o contrato com Abel Xavier, que dirigiu a equipa em oito jogos e teve apenas duas vitórias..
Em dezembro de 2014, Abel Xavier for apresentado como novo treinador do Sporting Clube Farense, clube historicamente rival do SC Olhanense que milita na II Liga Portuguesa.
É comentador ocasional em programas desportivos.
Em 2016 foi nomeado selecionador da seleção de Moçambique.
Em 2019 foi proposto para treinador do Al-Sadd Sports Club.

## Vida pessoal
No final de 2009, após encerrar a carreira de jogador, foi anunciado na imprensa que se tinha convertido à religião Islâmica, trocando o seu nome para Faisal.
Entre 2011 e 2014 manteve uma relação com Oceana Basílio.
Em fevereiro de 2017, foi anunciado na imprensa que Abel Xavier enfrenta no Tribunal do Comércio de Lisboa um processo em que é pedida a sua insolvência. O ex-futebolista acumula dívidas em Portugal que atingem pelo menos 1,497 milhões de euros, não existindo aparentemente património suficiente para pagar aos credores.

## Títulos
Benfica
- Campeonato Português: 1993–1994

PSV Eindhoven
- Supercopa da Holanda: 1998–1999

## Campanhas de destaque
Seleção de Portugal
- Eurocopa: semifinal - 2000

Los Angeles Galaxy
- Superliga Norte-Americana: 2º lugar - 2007